# Patrick Breitenbach

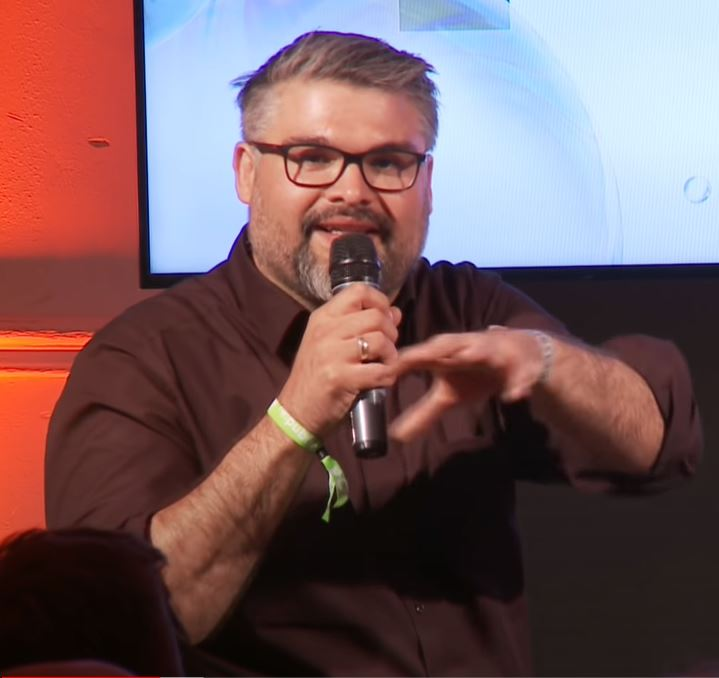
Patrick Breitenbach auf der re:publica 2018

Patrick Breitenbach (* 1976 in Werdohl) ist ein deutscher Blogger, Podcaster, Autor, Dozent sowie Konzeptentwickler.

## Werdegang
Patrick Breitenbach absolvierte eine Ausbildung zum Mediendesigner. Seit 2009 war er an der Karlshochschule International University tätig, wo er den Social-Media-Bereich leitete und später den Bereich Marketing übernahm. Seit Januar 2017 arbeitet Breitenbach als Innovationsmanager bei ZDF Digital Medienproduktion in Mainz. Er ist Partner der Frankfurter Unternehmensberatung 1789 Consulting.
Einem breiteren Publikum bekannt wurde er als Produzent und Moderator des Podcasts Soziopod, der 2013 mit dem Grimme Online Award ausgezeichnet wurde. Soziopod, in dem es um sozialwissenschaftliche und philosophische Themen ging, publizierte er bis 2024 gemeinsam mit Nils Köbel. Seit 2020 ist er – mit Human Nagafi und Mary-Jane Bolten – Produzent des kritischen Wirtschafts-Podcasts Corporate Therapy zu den Themen Management, Organisation und Arbeit. Seit 2024 ist er – mit Jens Brodersen – Co-Moderator des Podcasts Schweigen ist Zustimmung! Darin geht es um einen kritischen Blick auf gesellschaftliche und politische Themen.

## Schriften
- Christian Stiegler, Patrick Breitenbach, Thomas Zorbach (Hrsg.): New Media Culture: mediale Phänomene der Netzkultur (= Digitale Gesellschaft). Transcript, Bielefeld 2015, ISBN 978-3-8376-2907-1.
- Patrick Breitenbach, Nils Köbel: Wie ich wurde, wer ich bin, und was wir einmal sein werden. Streifzüge durch den Garten der Philosophie. Lübbe, Köln 2016, ISBN 978-3-7857-2557-3 (mit Illustrationen von Isabella Blatter).